# Erik of het klein insectenboek (boek)
Erik of het klein insectenboek is een boek van de Nederlandse schrijver Godfried Bomans. Erik of het klein insectenboek is voor het eerst verschenen in 1941 en beleefde in 2013 zijn 60e druk.

## Achtergrond
Bomans hield zich als kind in de zomer bezig met de observatie van insecten. Hij zou destijds meer dan veertig verhaaltjes over insecten hebben geschreven, die hij in 1939 terugvond. Hij besloot op deze verhaaltjes een groter werk te baseren. Het motto is ontleend aan Leonardo da Vinci en luidt: "Wij zijn allen ballingen, levend binnen de lijsten van een vreemd schilderij. Wie dit weet, leeft groot. De overige zijn insecten."

## Inhoud
De kleine Erik Pinksterblom is een fantasierijk jongetje dat verlangt naar iets bijzonders. Op een nacht, vlak voor een geplande schooltoets over insecten, ligt hij wakker in bed. In zijn slaapkamer vol schilderijen voelt hij dat er iets bijzonders staat te gebeuren. Plotseling komen alle schilderijen in zijn slaapkamer tot leven: die van zijn inmiddels overleden grootouders, en ook die van de "Wollewei". Dit laatste is een prachtig weiland met schapen en een schaapherder, waarop ook allerlei insecten tot in detail geschilderd zijn. Omdat hij zich altijd al heeft afgevraagd wat zich in dit schilderij bevindt, klimt Erik in het schilderij en krimpt tot het formaat van een insect. Het blijkt een fantasiewereld te zijn, gedomineerd door pratende insecten. Hij ontmoet vele verschillende personages.
Als eerste maakt hij kennis met de bekakte wespenfamilie Vliesvleugel. Zij verachten de bijen omdat die voor mensen werken en vliegen als strijkinstrumenten gebruiken. Erik wordt door hen uitgenodigd voor het avondeten. Hij ontstemt hen echter door eerst de lof te zingen van "de nijvere bij" en vervolgens een bromvlieg zo wild te bespelen dat hij sterft. Daarop wordt hij weggestuurd.
Een hommel die filosoof beweert te zijn brengt hem naar een hotel, gemaakt uit een groot slakkenhuis dat gerund wordt door een slak. Daar doet hij alle gasten versteld staan met zijn kennis over de insectenwereld, geleerd uit zijn boek, Solms' Beknopte Natuurlijke Historie. Dit leidt echter tot een onverwacht effect: niemand durft nu nog iets doen tot het zeker is dat het ook in het boek staat. De hele boel loopt in het honderd, terwijl Erik juist zegt dat iedereen zijn instinct moet volgen.
Op een gegeven moment ontpopt in een van de hotelkamers een vlinder, die samen met Erik het hotel ontvlucht. De vlinder ontmoet een vlindermeisje, op wie hij hopeloos verliefd wordt. Erik helpt hem om een gedicht voor haar te schrijven, en uiteindelijk lukt het hem om het vlinderkoppel met elkaar te laten trouwen.
Erik blijft hierna verlaten achter en wordt na een gevecht met een spin in gehavende toestand opgepikt door een doodgraver. Die doodgraver is van mening dat hij tot de belangrijkste diersoort behoort, omdat alle dieren toch uiteindelijk leven en sterven om doodgravers tot voedsel te dienen. Dit idee wordt echter ontkracht doordat de hele doodgraverfamilie kort daarop wordt opgegeten door een mol, en Erik is weer alleen.
Erik komt nu in aanraking met een regenworm. Ook die is ervan overtuigd dat hij een bevoorrecht wezen is. Hij is immers blind en dus niet van zijn gezichtsvermogen afhankelijk zoals veel "lagere" wezens. De regenworm is echter met zichzelf in de knoop geraakt, en wanneer Erik hulp voor hem zoekt, wordt hij geadopteerd door een mierenkolonie. Ze tonen zich erg geïnteresseerd in zijn kennis uit Solms' Beknopte Natuurlijke Historie. Erik verlangt echter terug naar huis en hoopt met hulp van het mierenvolk terug te komen over de rand van het schilderij. Het mierenleger stuit tijdens de tocht echter op een ander mierenleger, waarop een enorme veldslag losbarst.
Dan ontwaakt Erik in zijn bed. Nu hij weer thuis is, vallen de mensen hem bitter tegen en hij beseft dat zij eigenlijk niet zoveel van insecten verschillen. Erik verlangt terug te gaan naar de Wollewei, maar de schilderijen in zijn kamer komen nooit meer tot leven. Tijdens de schooltoets laat hij zich voor de antwoorden volledig leiden door de ervaringen in Wollewei, waardoor hij een onvoldoende haalt en zelfs moet nablijven.

## Receptie
Erik of het klein insectenboek geldt nog altijd als Bomans' bekendste werk.
Bomans was in 1939 na een vrij tumultueuze tijd in Amsterdam naar Nijmegen verhuisd, waar hij zich meer op zijn gemak voelde. Hierdoor kon hij meer innigheid en fantasie in Erik leggen. Het boek sloeg enorm aan: er verschenen binnen een jaar tien drukken van.
Het boek spreekt zowel kinderen als volwassenen op hun eigen niveau aan.
Bij gelegenheid van de jaarlijkse campagne Nederland Leest in november 2013 werd deze roman door de Nederlandse openbare bibliotheken als gratis boek aan hun leden en scholieren uitgereikt.

## Afgeleide werken
Erik of het klein insectenboek is meermaals inspiratiebron voor toneel en televisie geweest.

### Toneel
Verteller en acteur Peter Drost bewerkte het boek in 1992 tot een solovoorstelling waarin hij vijftien figuren tot leven bracht.
De op locatietheater gerichte groep "De Jonge Honden" gebruikte het verhaal in 2008 voor het spektakelstuk "Insect".

### Televisie en film
Erik of het klein insectenboek werd drie keer als jeugdserie voor de Nederlandse televisie geproduceerd. In 1979 maakte regisseur Hank Onrust voor de TROS een achtdelige serie, met muziek van Joop Stokkermans. De serie werd in 1985 herhaald. In 1995 volgde een nieuwe serie. Deze was gebaseerd op een theatervoorstelling en werd geregisseerd door Brian Meijers, met muziek van Fay Lovsky. De serie in vijf delen werd uitgezonden door de VPRO.
Het boek is in 2004 verfilmd door de regisseur Gidi van Liempd. De film werd met wat extra materiaal gemonteerd tot een televisieserie in zes afleveringen van 20 minuten elk, die in 2007 werd uitgezonden door de AVRO die de film had meegefinancierd.

### Stripversie
De Vlaamse tekenaar Luc Morjaeu heeft een stripversie van het boek gemaakt. 